# Gare du Poirier-Université
Pour les articles homonymes, voir Gare de l'Université.
La gare du Poirier-Université est une gare ferroviaire française de la ligne de Fives à Hirson, située dans le quartier du Poirier, sur le territoire de la commune de Trith-Saint-Léger, dans le département du Nord, en région Hauts-de-France.
La halte dénommée « Le Poirier » est créée sur la ligne de Valenciennes à Aulnoye, et mise en service en 1884 ou 1885, par la Compagnie des chemins de fer du Nord ; elle devient une gare en 1892. Après être redevenue une halte voyageurs au cours de la deuxième moitié du XXe siècle, elle est renommée « Le Poirier-Université » au cours des années 2000, du fait qu'elle dessert le campus du Mont Houy de l'université polytechnique Hauts-de-France.
C'est une halte voyageurs de la Société nationale des chemins de fer français (SNCF), du réseau TER Hauts-de-France, desservie par des trains express régionaux.

## Situation ferroviaire
Établie à 39 mètres d'altitude, la gare du Poirier-Université est située au point kilométrique (PK) 51,283 de la ligne de Fives à Hirson, entre les gares ouvertes de Valenciennes et du Quesnoy (Nord) ; s'intercalent celles, fermées, de Valenciennes-Faubourg-de-Paris au nord, et de Maing - Famars, de Quérénaing, d'Artres et de Ruesnes au sud-est.

## Histoire

### Projet de création de la halte du Poirier
À la suite de plusieurs demandes des communes et du conseil général du Nord pour établir une station au kilomètre cinq de la ligne de Valenciennes à Aulnoye, cette proposition est étudiée de manière approfondie. Le 8 mai 1882, le ministre communique à l'ingénieur du contrôle de la ligne le résultat de cette étude. Il en ressort que, dès 1872, la Compagnie des chemins de fer du Nord s'était engagée à établir une station au lieu-dit « le Poirier » si les communes intéressées finançaient la construction d'un chemin d'accès, avec un pont sur l'Escaut, mais que des propositions contradictoires ont repoussé l'exécution de ce projet, avec notamment la demande, de l'établissement d'une station au kilomètre six, faite par la commune de Maing, soutenue dans un premier temps par le conseil général qui a récemment changé d'avis pour soutenir le projet du kilomètre cinq. La Compagnie du Nord n'est pas fondamentalement opposée à ce projet mais indique avoir une préférence pour le kilomètre 4,500, ou mieux encore le kilomètre quatre, et qu'il faut de toute manière qu'on lui mette à disposition les terrains nécessaires. Le Comité consultatif des chemins de fer souligne l'extension importante des établissements industriels du Poirier et que, lors de l'enquête des stations de la ligne, des conditions avaient été acceptées pour cette création et des fonds affectés au pont nécessaire pour l'accès de Trith-Saint-Léger à cette nouvelle gare. Le ministre considère qu'il faut donner une suite favorable à ce projet et qu'elle doit respecter ses engagements, où il n'était pas question de lui fournir les terrains, mais que l'on peut demander un projet de halte qu'elle devra, comme elle s'y était engagée, transformer en station s'il y a nécessité.
La demande est transmise à la Compagnie du Nord qui présente un projet pour une halte pour voyageurs, avec service de bagages et messageries, à établir au passage à niveau du chemin des Corvées, au point kilométrique 3,950. Le préfet émet le 15 février 1883 un arrêté pour soumettre ce projet à une enquête publique de huit jours. Le 17 mars, la Commission d'enquête demande, à la majorité de cinq voix contre trois, qu'une nouvelle étude soit faite pour reporter le projet sur un point le plus proche possible du kilomètre cinq et qu'il soit bien prévu la possibilité ultérieure de transformation de la halte en station. Le 18 mai 1883, le conseil municipal de Trith émet une protestation énergique contre l'avis de la commission en mettant en avant l'écart qu'il y a entre le trafic quotidien qu'elle fournit : 1 070 000 k à comparer avec les au maximum 5 000 k de la commune de Maing. Elle indique également qu'elle a accepté de débourser 85 000 francs pour construire un pont sur l'Escaut. La Compagnie du Nord refuse la demande de la commission pour une nouvelle étude et les ingénieurs du contrôle sont du même avis ; ils réclament l'adoption du projet de la compagnie, en soulignant que l'avantage pour les habitants de Maing serait très faible et que les conséquences de l'établissement au kilomètre cinq serait très défavorable aux communes de Trith et d'Aulnoye ainsi qu'aux industriels du hameau du Poirier. Le dossier est transmis au Ministre des travaux publics.
Le projet d'une halte au Poirier, point kilométrique 3,950, est approuvé par la décision ministérielle du 13 octobre 1883 ; les travaux sont en cours au mois d'août 1884.

### Ouverture et transformation en station
La « halte du Poirier » est mise en service à la fin de l'année 1884, ou au début de 1885. En avril 1885, elle est citée comme en service. La recette annuelle, impôt déduit, de la halte du Poirier est de 7 390,04 francs en 1885 et de 8 589,64 francs en 1886.
Dès 1886, le conseil général émet un premier vœu pour la transformation de la halte en station. Il va le renouveler régulièrement bien que les réponses soient négatives : en 1887, le Comité consultatif des chemins de fer, tout en maintenant la réserve au sujet de l'engagement de la Compagnie du Nord d'établir non pas une halte mais une station, indique que le trafic est insuffisant et qu'il n'y a donc pas lieu de donner une suite favorable au vœu du Conseil général ; en 1889, le Ministre des travaux publics refuse d'engager une nouvelle instruction du dossier et se reporte aux motivations antérieures pour rejeter un nouveau vœu. Néanmoins, le 6 mars 1890, le Ministre des travaux publics informe le préfet, par une dépêche, qu'il a chargé les fonctionnaires du contrôle d'examiner le dossier.
Le 23 février 1892, une décision ministérielle approuve le projet des travaux pour la transformation en station complète de la halte du Poirier ; au mois d'août, le Conseil est informé que la Compagnie du Nord va procéder d'urgence à l'acquisition des terrains nécessaires à la transformation de la halte en station. Il est prévu qu'elle commence les travaux dès qu'elle entre en possession de la surface nécessaire.

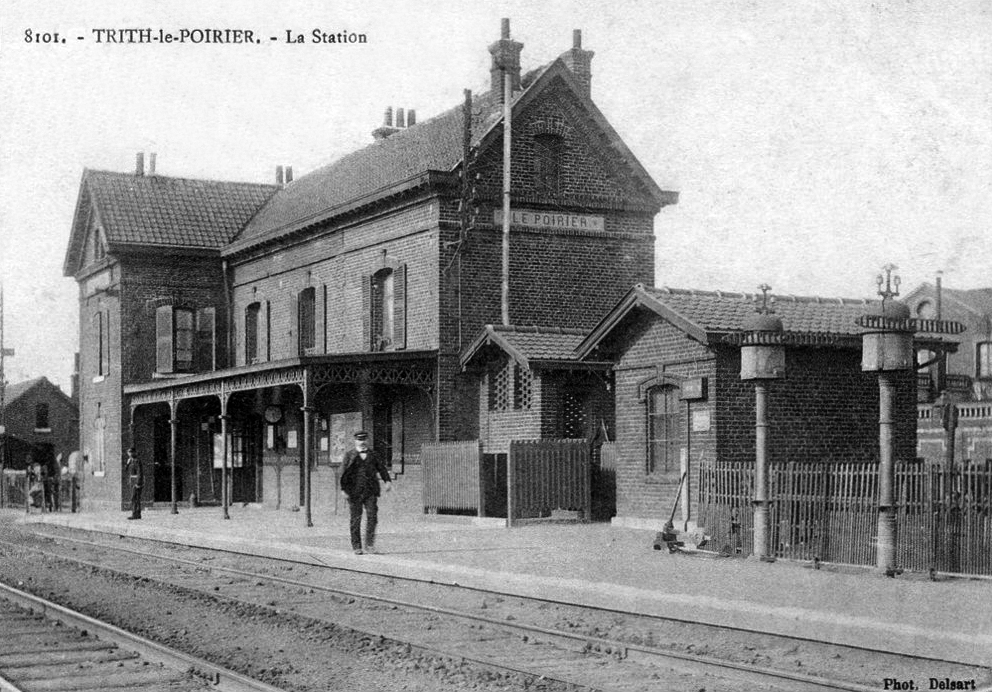
La gare, vers 1910.
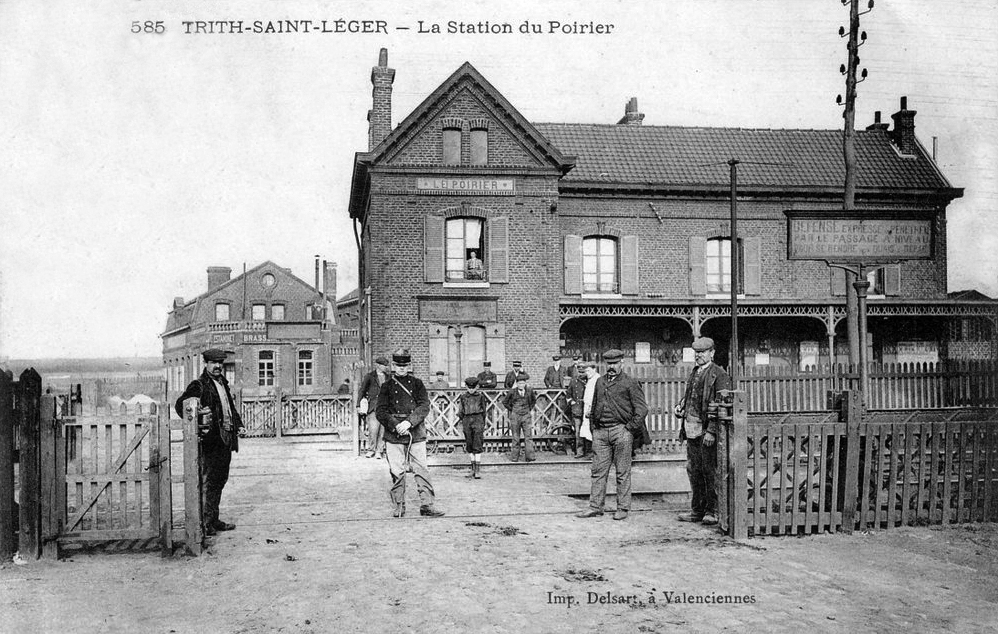
La gare et le passage à niveau, vers 1910.

### Évolutions depuis 1960
En 1960, la gare SNCF du Poirier dispose d'un bâtiment voyageurs et de voies de services en liens avec des embranchements particuliers (EP), dont un dessert l'usine Usinor.
Au cours de la deuxième moitié du XXe siècle, la gare perd ses installations marchandises et ses bâtiments sont détruits ; elle redevient ainsi une simple halte voyageurs.
La halte est renommée « Le Poirier-Université » (sans doute après 2001) car elle permet une desserte piétonne, ou en bus, du campus du Mont Houy de l'université de Valenciennes (désormais appelée université polytechnique Hauts-de-France), situé à environ un kilomètre.
En 2014, « Le Poirier » est une gare voyageurs d'intérêt régional (catégorie B : fréquentation supérieure ou égale à 100 000 voyageurs par an de 2010 à 2011), qui dispose de deux quais (le quai 1 a une longueur totale de 159 m et le quai 2 de 204 m), quatre abris (deux sur chaque quai) et une passerelle.
En 2020 et 2021, l'intermodalité de la gare (la troisième de l'agglomération, de par sa fréquentation, derrière celles de Valenciennes et de Saint-Amand-les-Eaux) est améliorée, par le réaménagement du parking existant (puis la création d'un deuxième parking vers 2022), le déplacement de l'arrêt de bus et l'installation d'une « voie douce » reliant la halte à l'université. L'investissement total s'élève à trois millions d'euros.
En 2015, selon les estimations de la SNCF, la fréquentation annuelle de la gare est de 146 596 voyageurs ; ce nombre atteint 134 365 en 2016, 155 320 en 2017, 158 245 en 2018, 176 451 en 2019, 74 327 en 2020, 68 628 en 2021, 84 268 en 2022 et 84 969 en 2023. La baisse durable du nombre d'usagers de cette halte s'explique par la réduction de moitié des dessertes ferroviaires, appliquée depuis décembre 2019,.

## Service des voyageurs

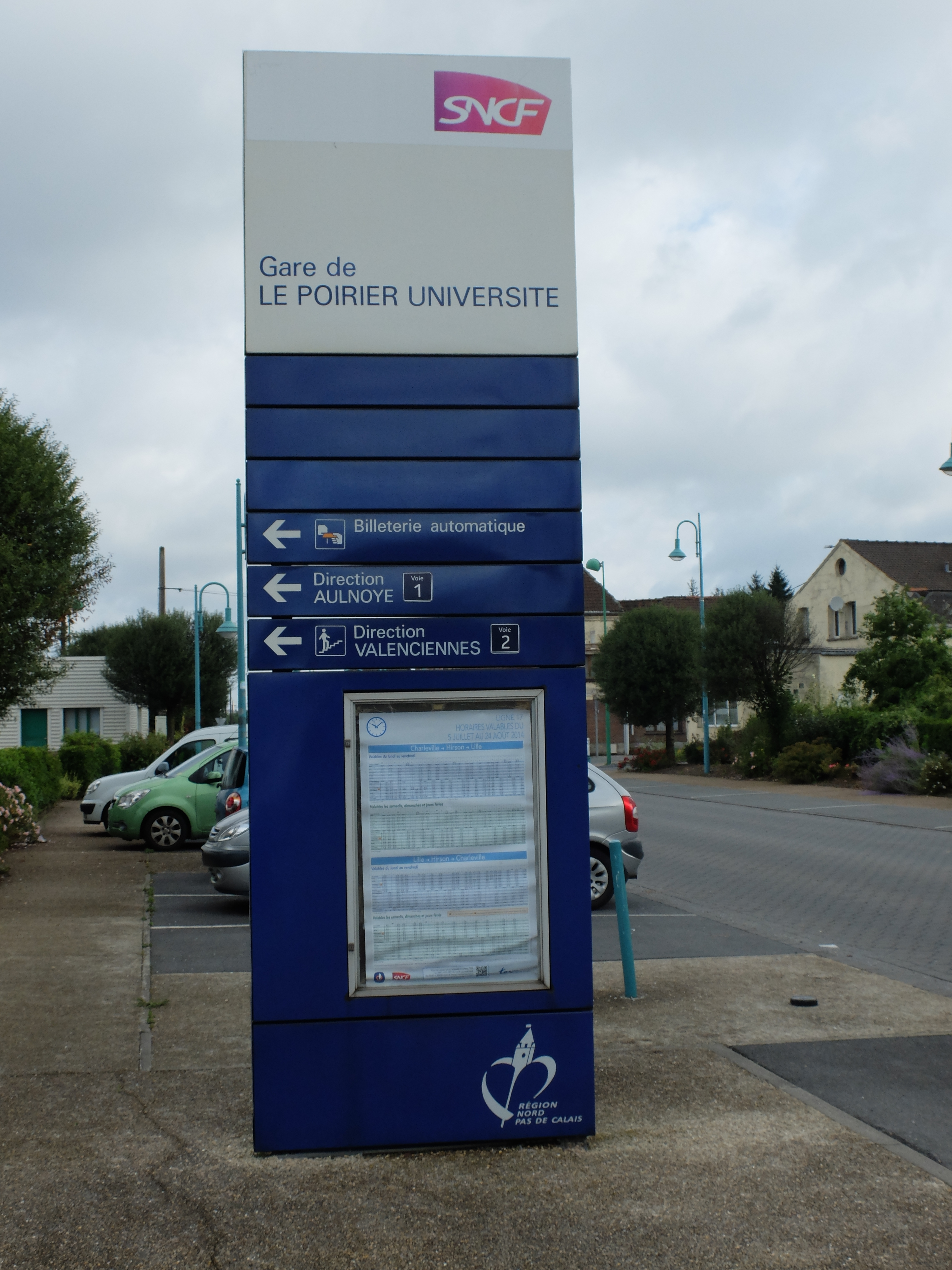
Signalétique de la halte.

### Accueil
Halte de la SNCF, c'est un point d'arrêt non géré (PANG) à entrée libre, équipée d'automates pour l'achat de titres de transport TER. Elle dispose de deux quais, chacun avec deux abris.
Une passerelle permet la traversée des voies et le passage d'un quai à l'autre.

### Desserte
Le Poirier-Université est une halte du réseau TER Hauts-de-France, desservie par les trains express régionaux assurant les relations Jeumont – Aulnoye-Aymeries – Valenciennes – Lille et Charleville-Mézières – Hirson – Aulnoye-Aymeries – Valenciennes – Lille.

### Intermodalité
Un parc à vélos (en accès libre) et un parking sont aménagés à ses abords.
Elle est desservie par des bus urbains et des cars interurbains ; l'arrêt est situé en face de la halte.

## Galerie de photographies

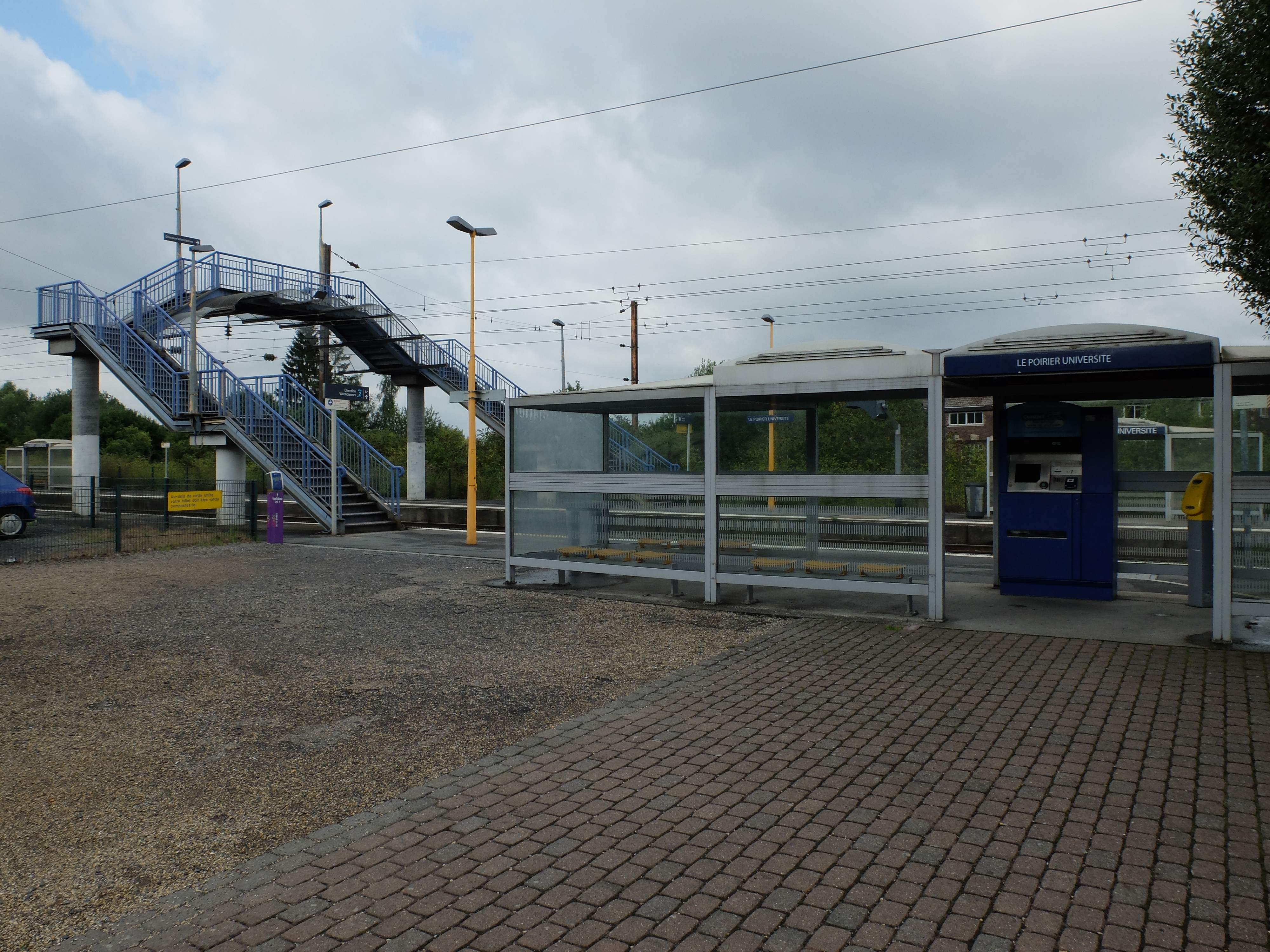
Entrée, automate et passerelle.
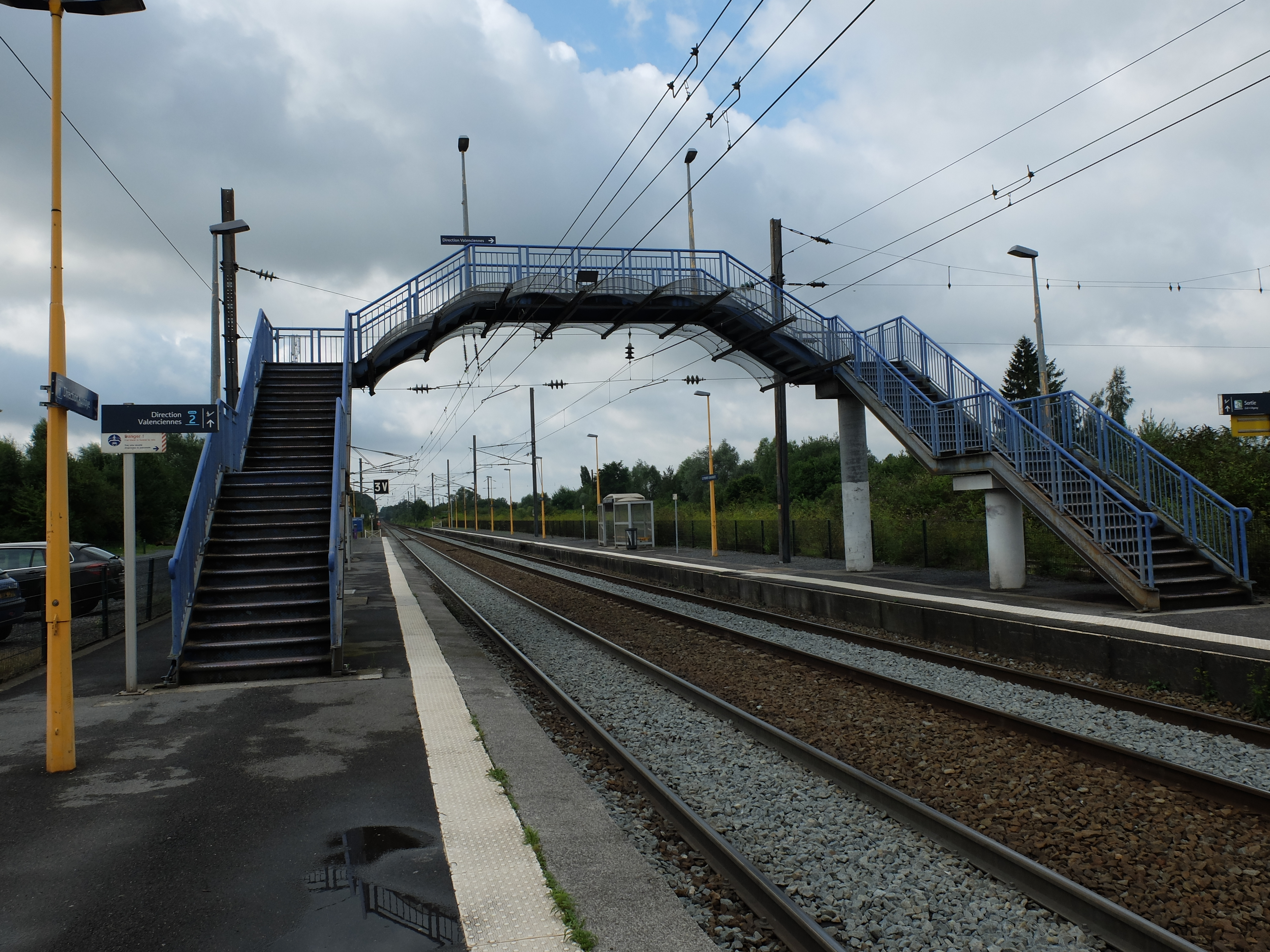
La passerelle et la halte.
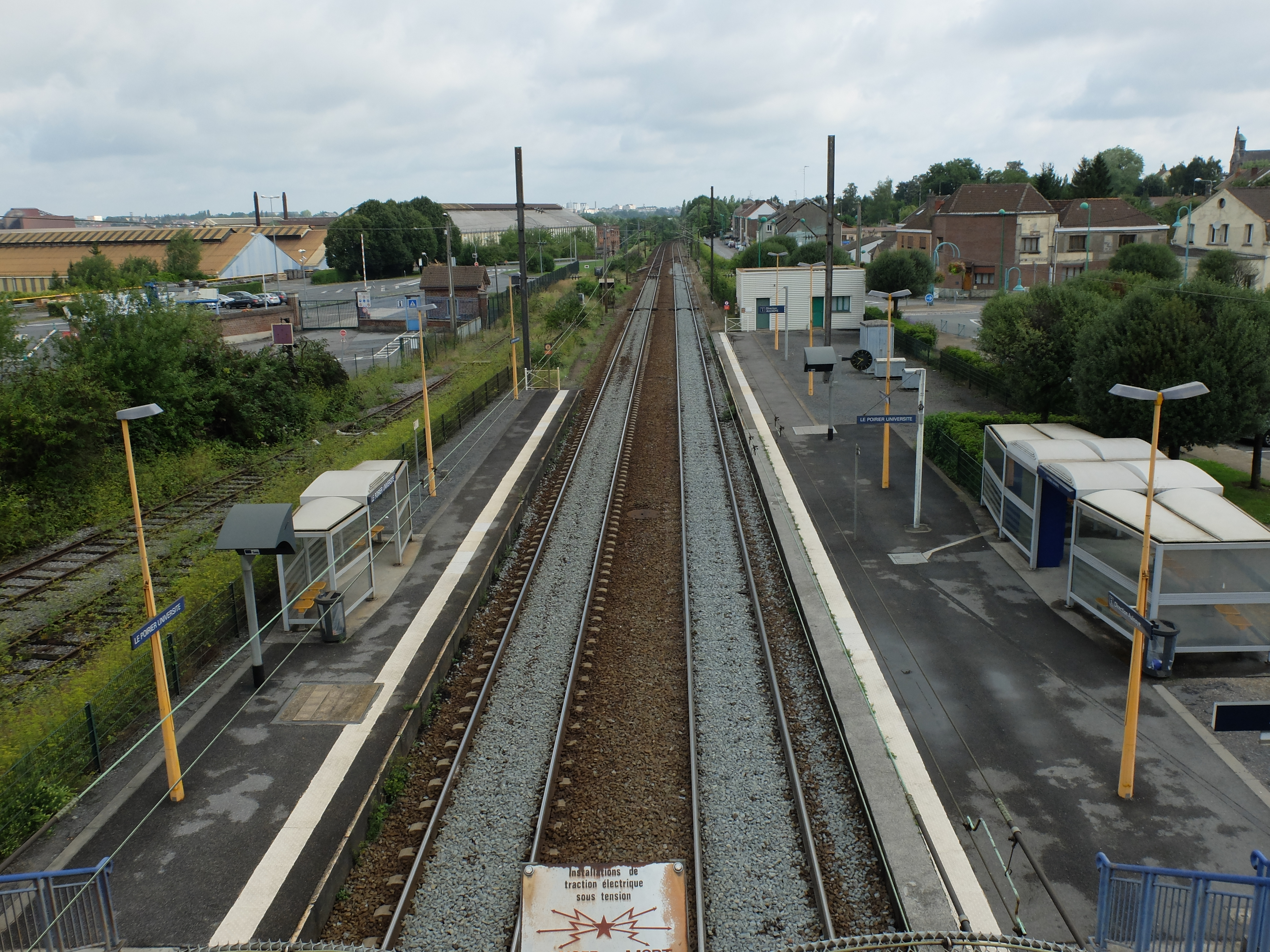
La halte, vue depuis la passerelle.